# Aglajidae
Famille
Synonymes
- Chelidonuridae Habe, 1961[1] [2]
- Doridiidae Gray, 1847[1] [2]
- Sinistrobranchidae d'Orbigny, 1841[1] [2]

Les Aglajidae sont une famille de gastéropodes opisthobranches (limaces de mer) de l'ordre des Cephalaspidea.

## Liste des genres
Selon World Register of Marine Species (29 janvier 2018) :
- genre Aglaja Renier, 1807 -- 7 espèces
- genre Biuve Zamora-Silva & Malaquias, 2017 -- 1 espèce
- genre Camachoaglaja Zamora-Silva & Malaquias, 2017 -- 7 espèces
- genre Chelidonura A. Adams, 1850 -- 17 espèces
- genre Mannesia Zamora-Silva & Malaquias, 2017 -- 1 espèce
- genre Mariaglaja Zamora-Silva & Malaquias, 2017 -- 4 espèces
- genre Melanochlamys Cheeseman, 1881 -- 15 espèces
- genre Nakamigawaia Kuroda & Habe, 1961 -- 2 espèces
- genre Navanax Pilsbry, 1895 -- 5 espèces
- genre Niparaya Zamora-Silva & Malaquias, 2017 -- 1 espèce
- genre Odontoglaja Rudman, 1978 -- 2 espèces
- genre Philinopsis Pease, 1860 -- 15 espèces
- genre Spinoaglaja Ortea, Moro & Espinosa, 2007 -- 3 espèces
- genre Spinophallus Zamora-Silva & Malaquias, 2017 -- 2 espèces
- genre Tubulophilinopsis Zamora-Silva & Malaquias, 2017 -- 4 espèces

Quelques espèces : 
- Chelidonura amoena
- Chelidonura hirundinina
- Chelidonura punctata
- Chelidonura varians

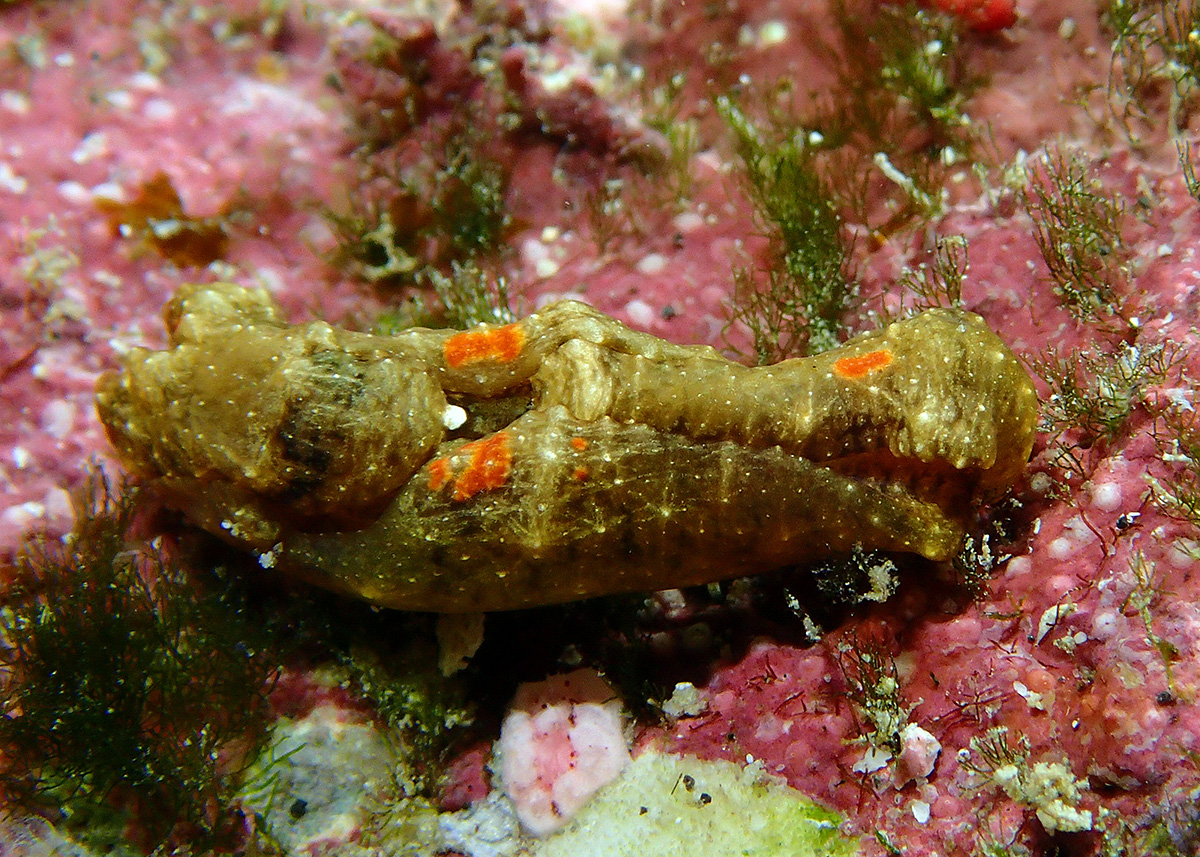
Aglaja sp.
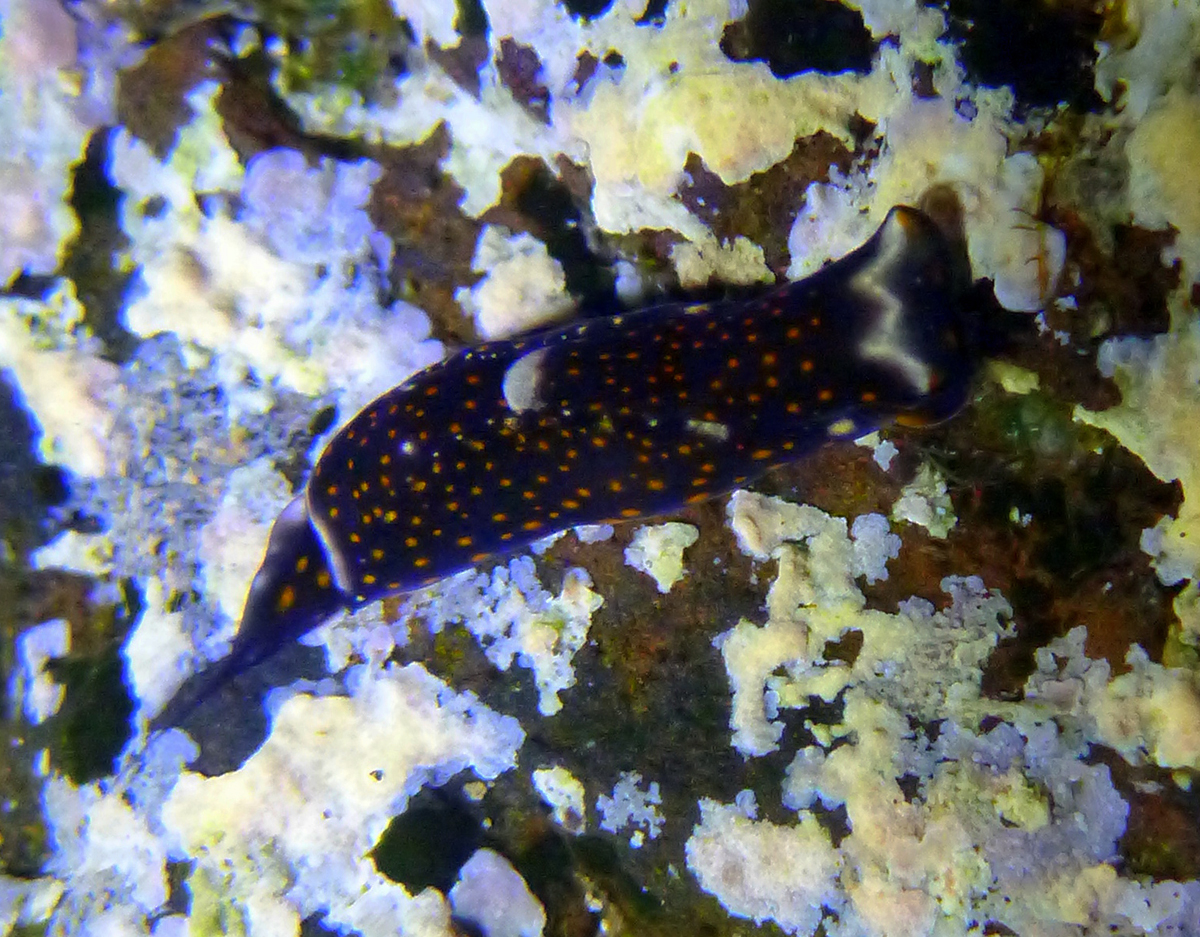
Biuve fulvipunctata
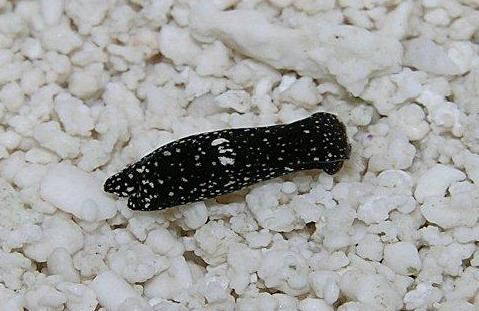
Camachoaglaja berolina
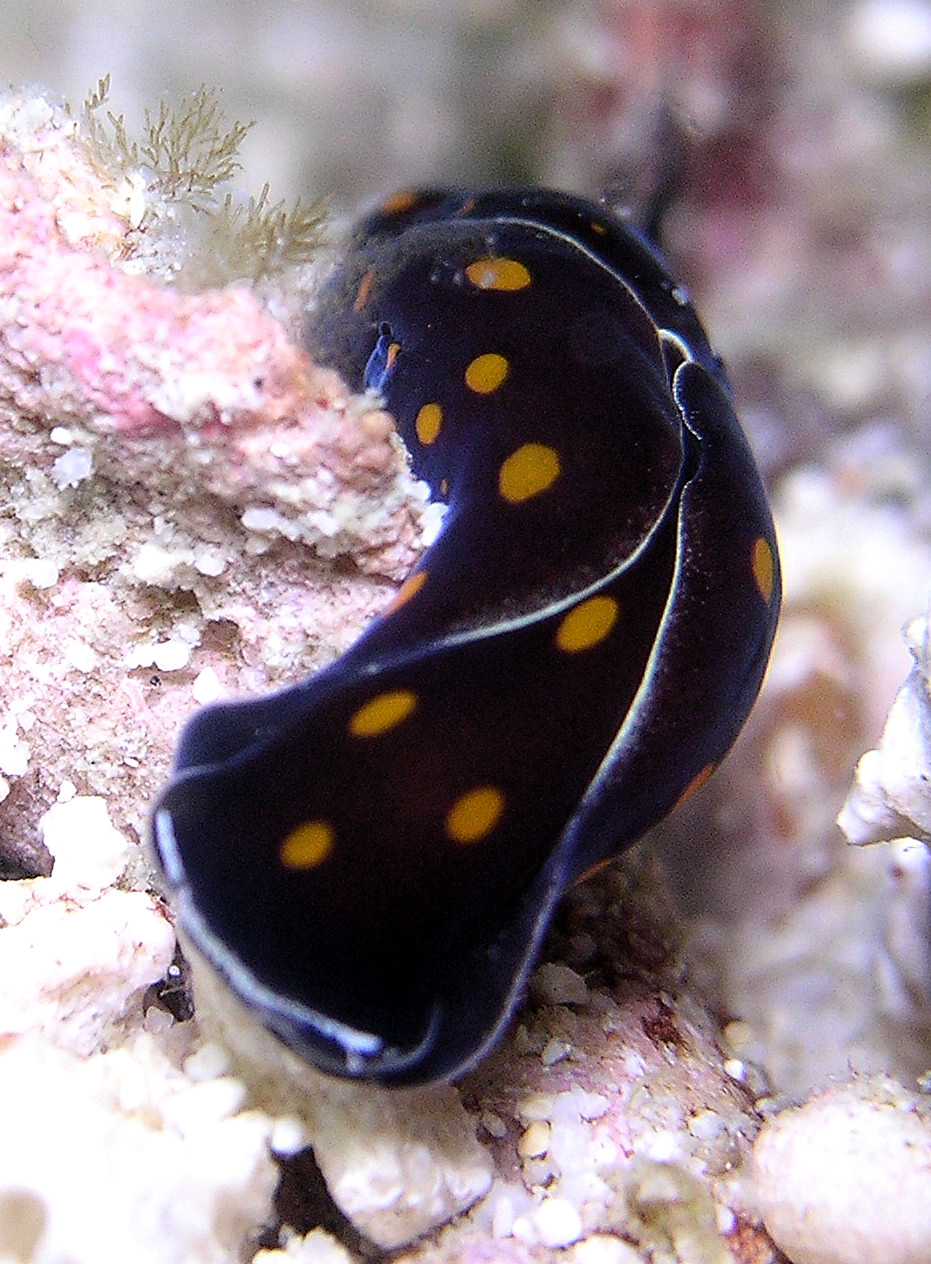
Chelidonura punctata
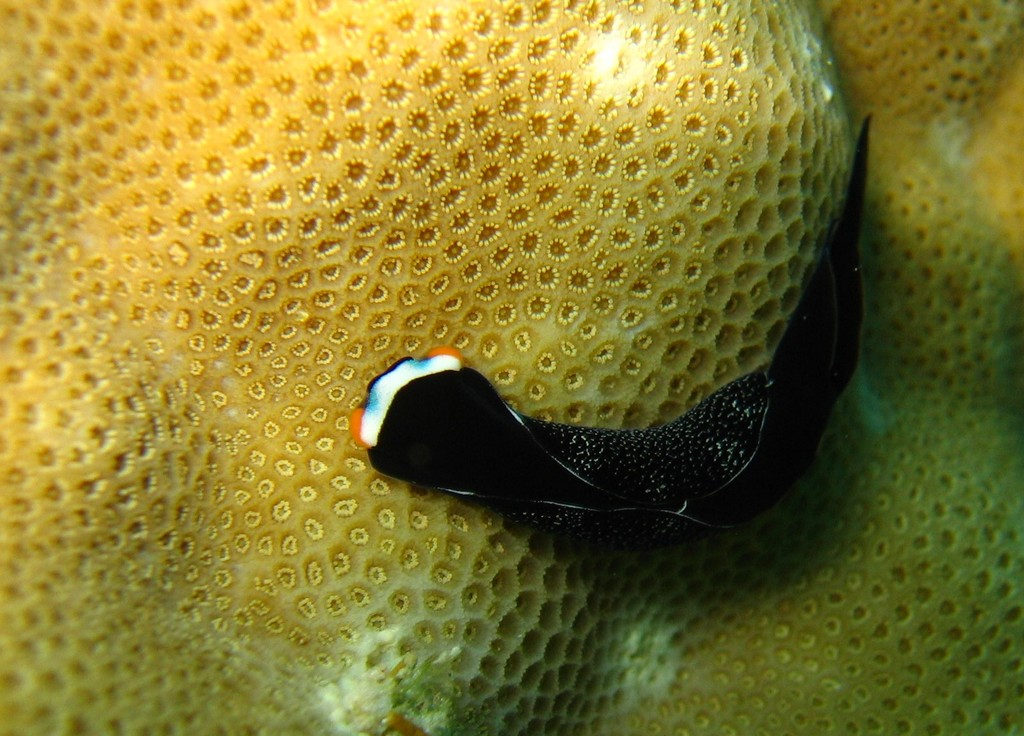
Mariaglaja inornata
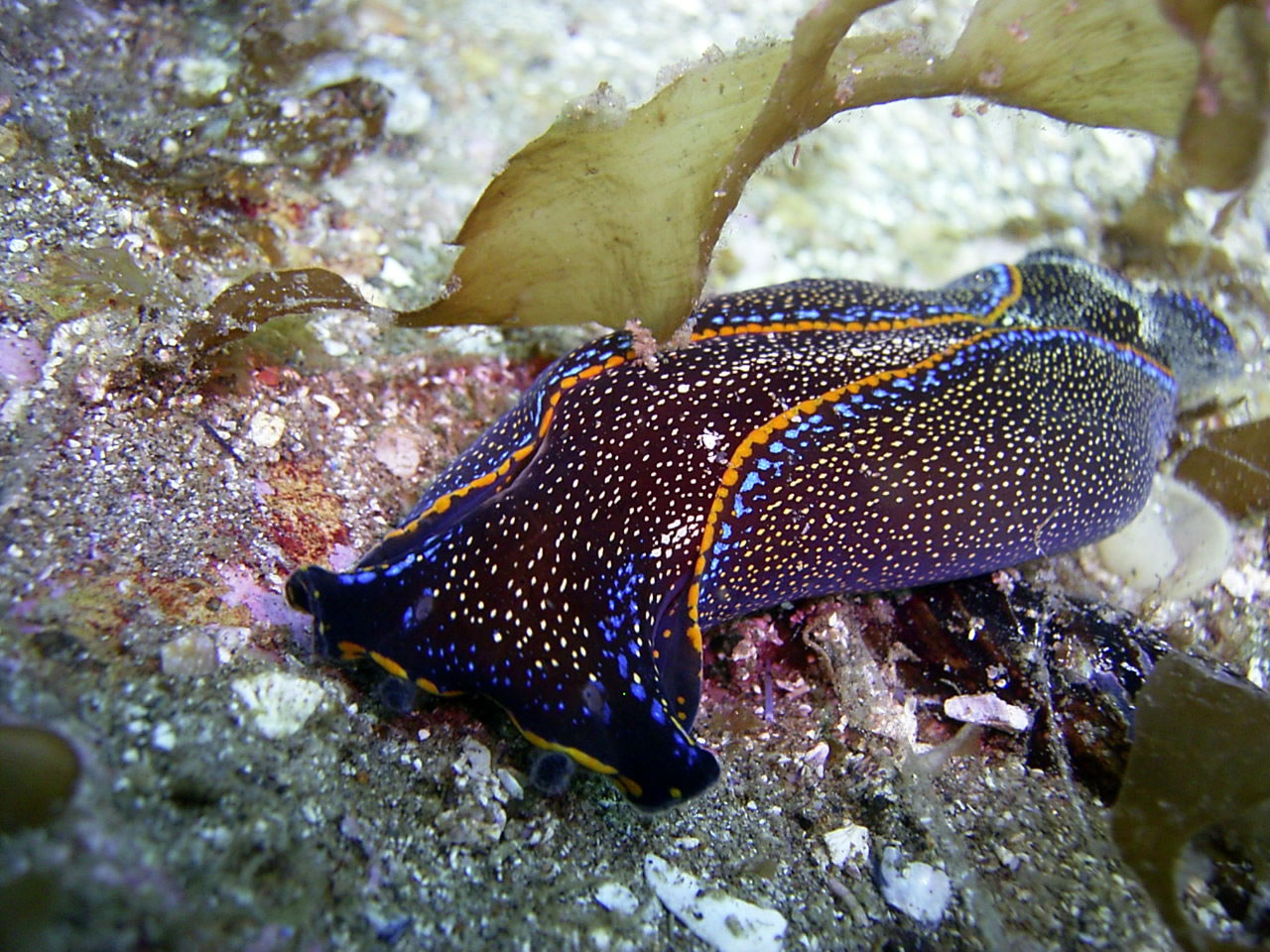
Navanax inermis
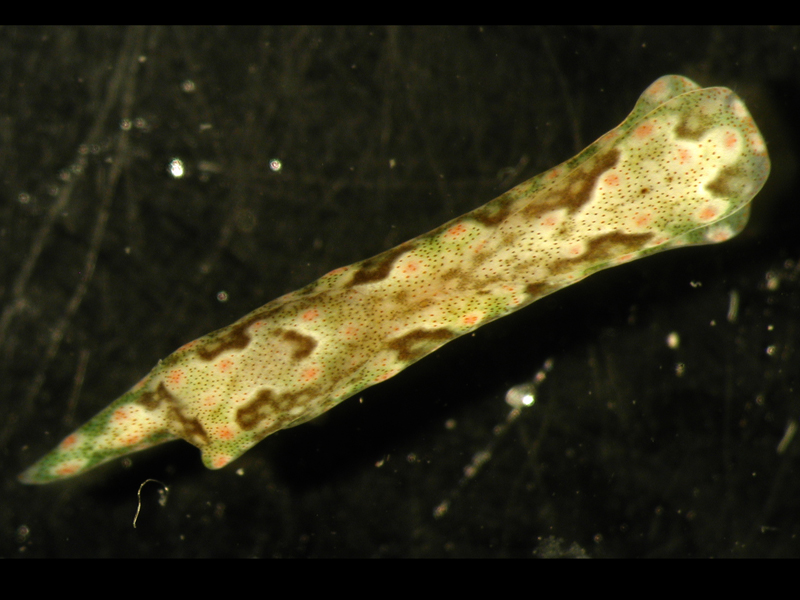
Odontoglaja guamensis
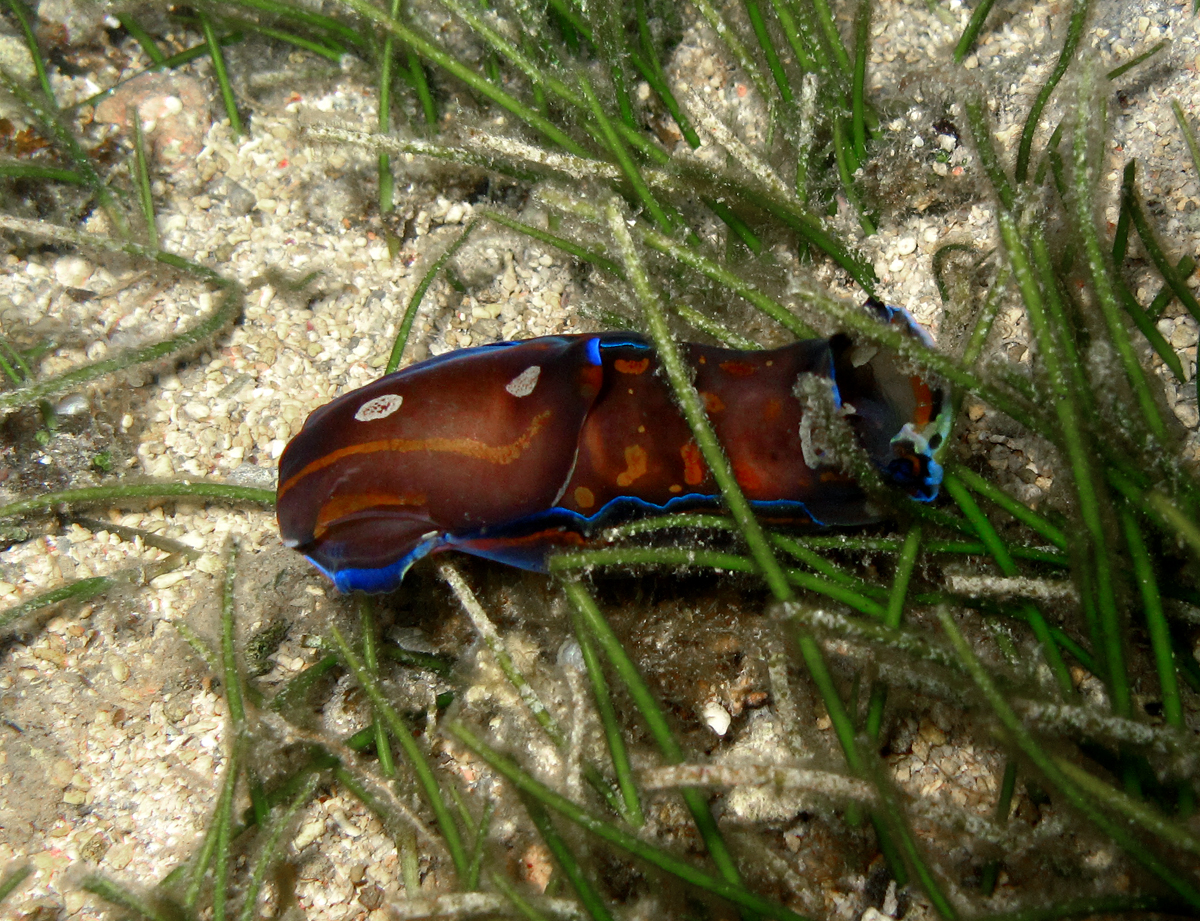
Philinopsis speciosa
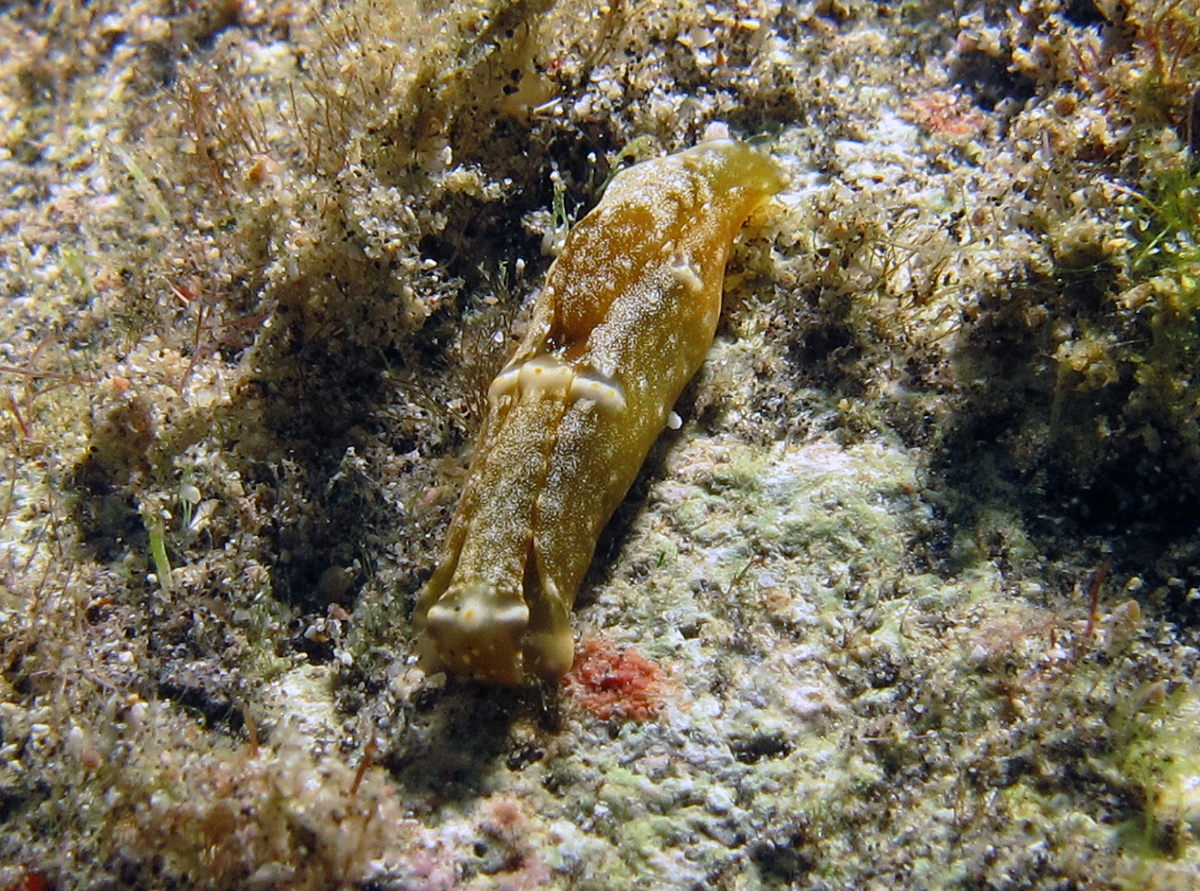
Spinoaglaja orientalis
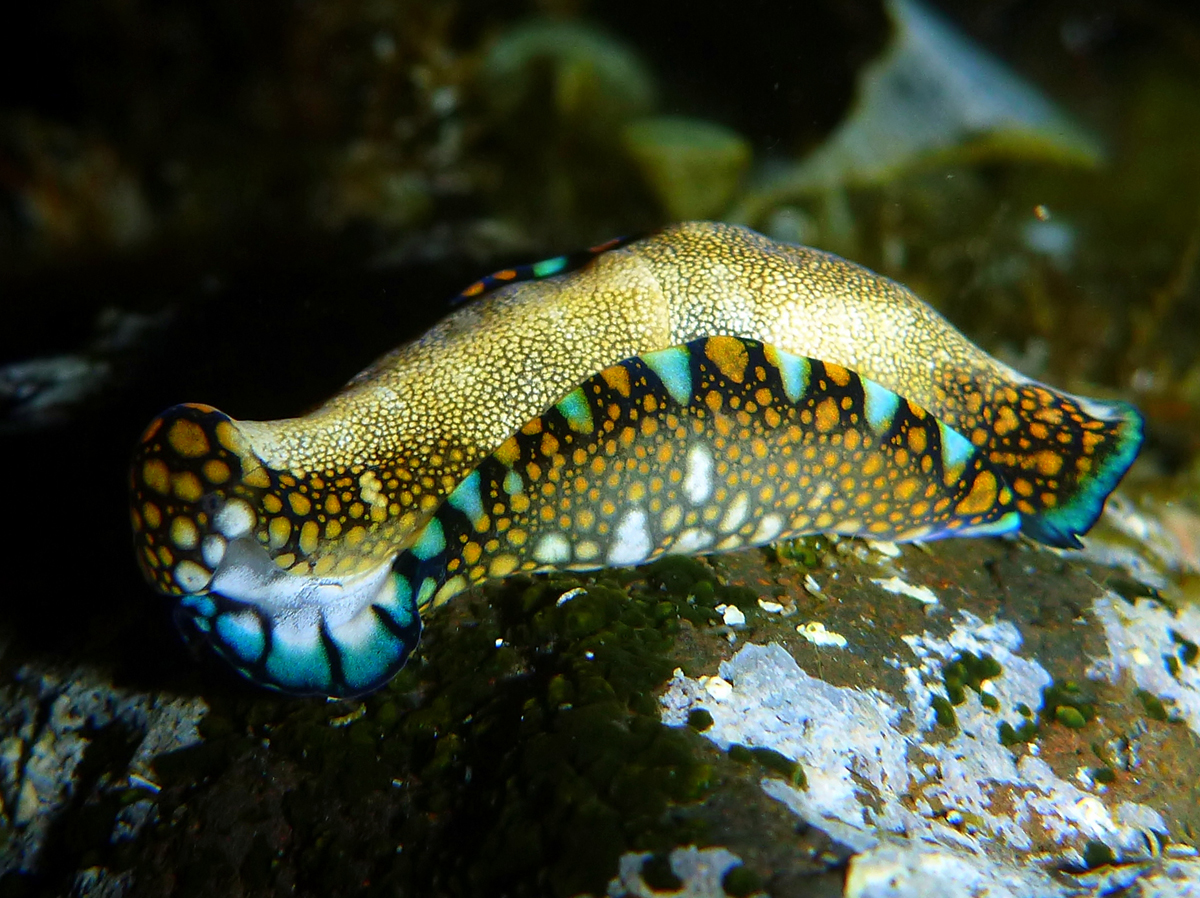
Tubulophilinopsis reticulata

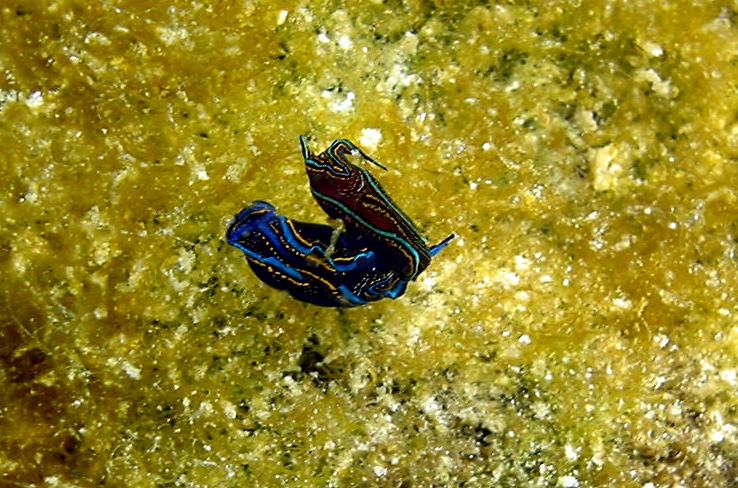
Chelidonura hirundinina
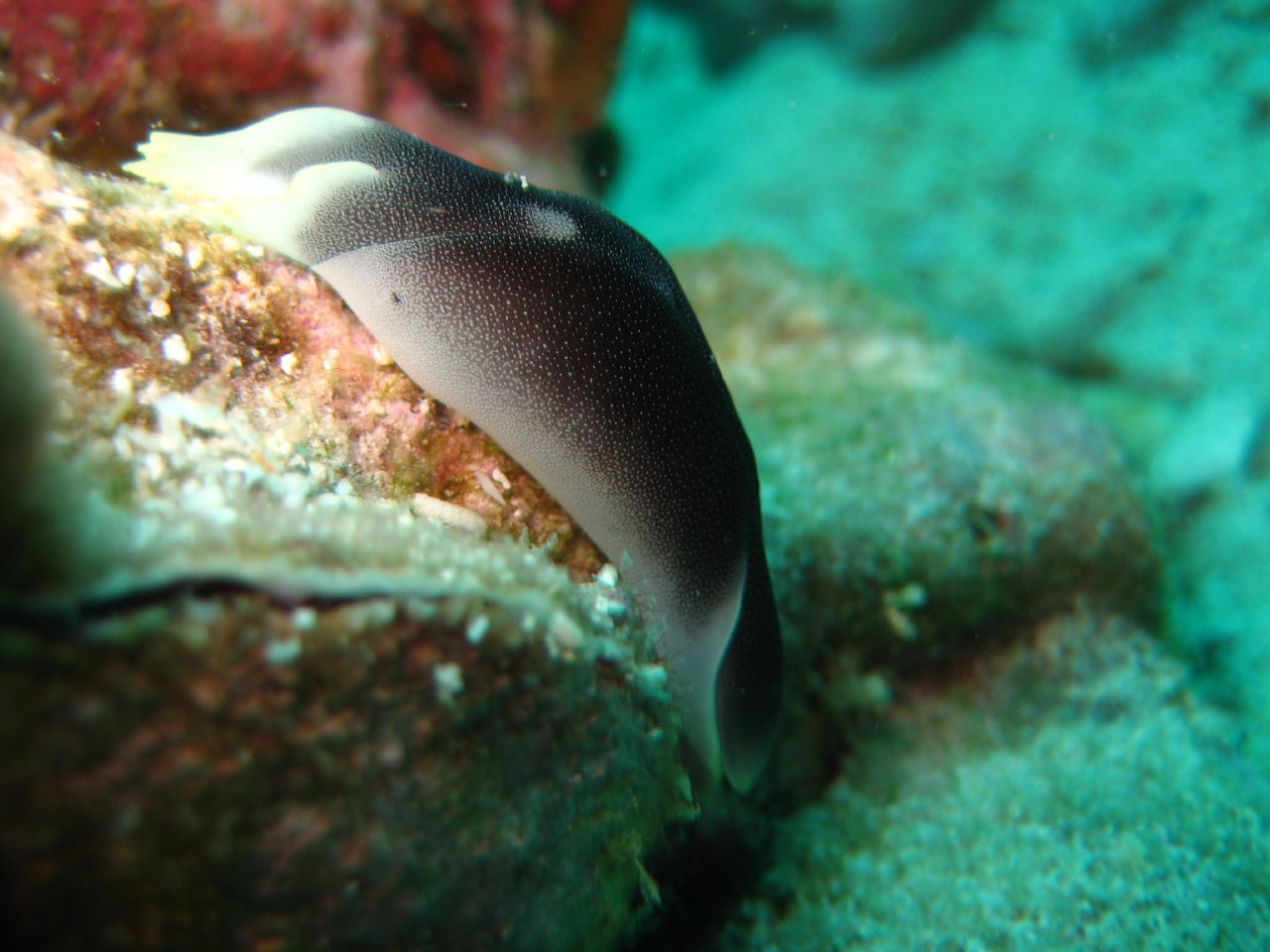
Chelidonura amoena
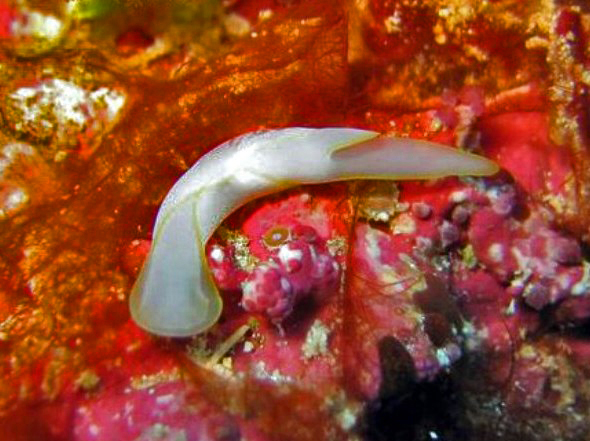
Chelidonura electra
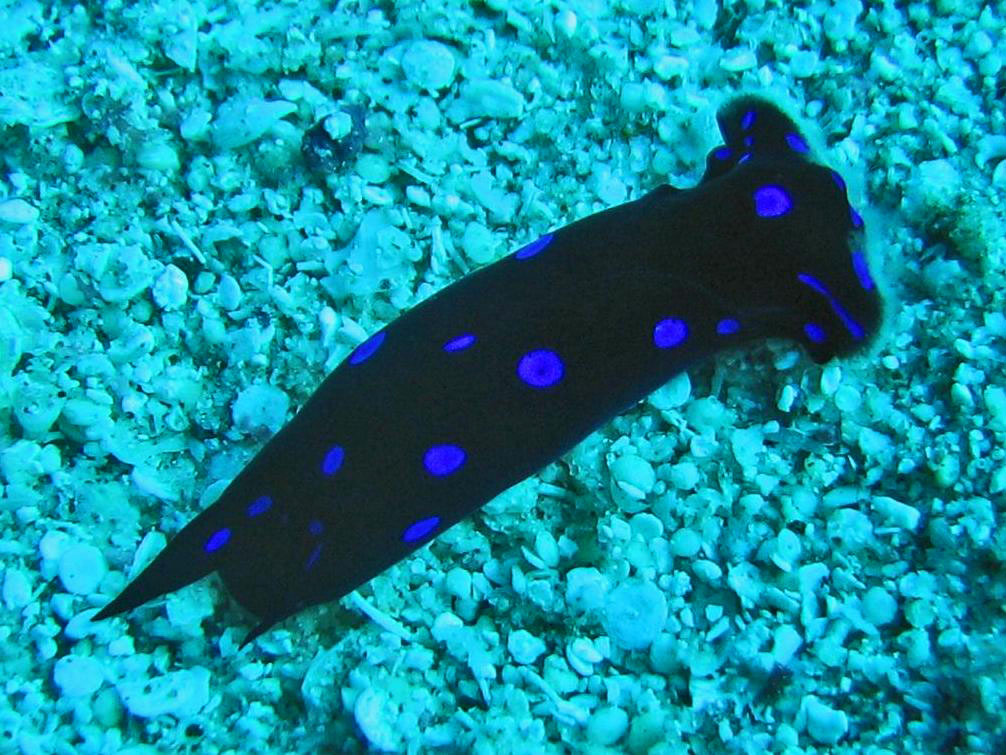
Chelidonura livida
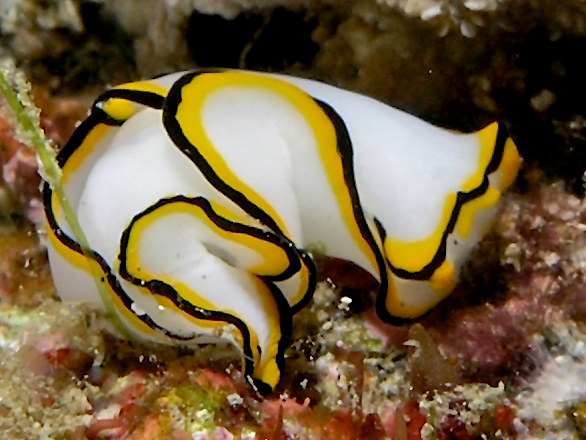
Chelidonura pallida
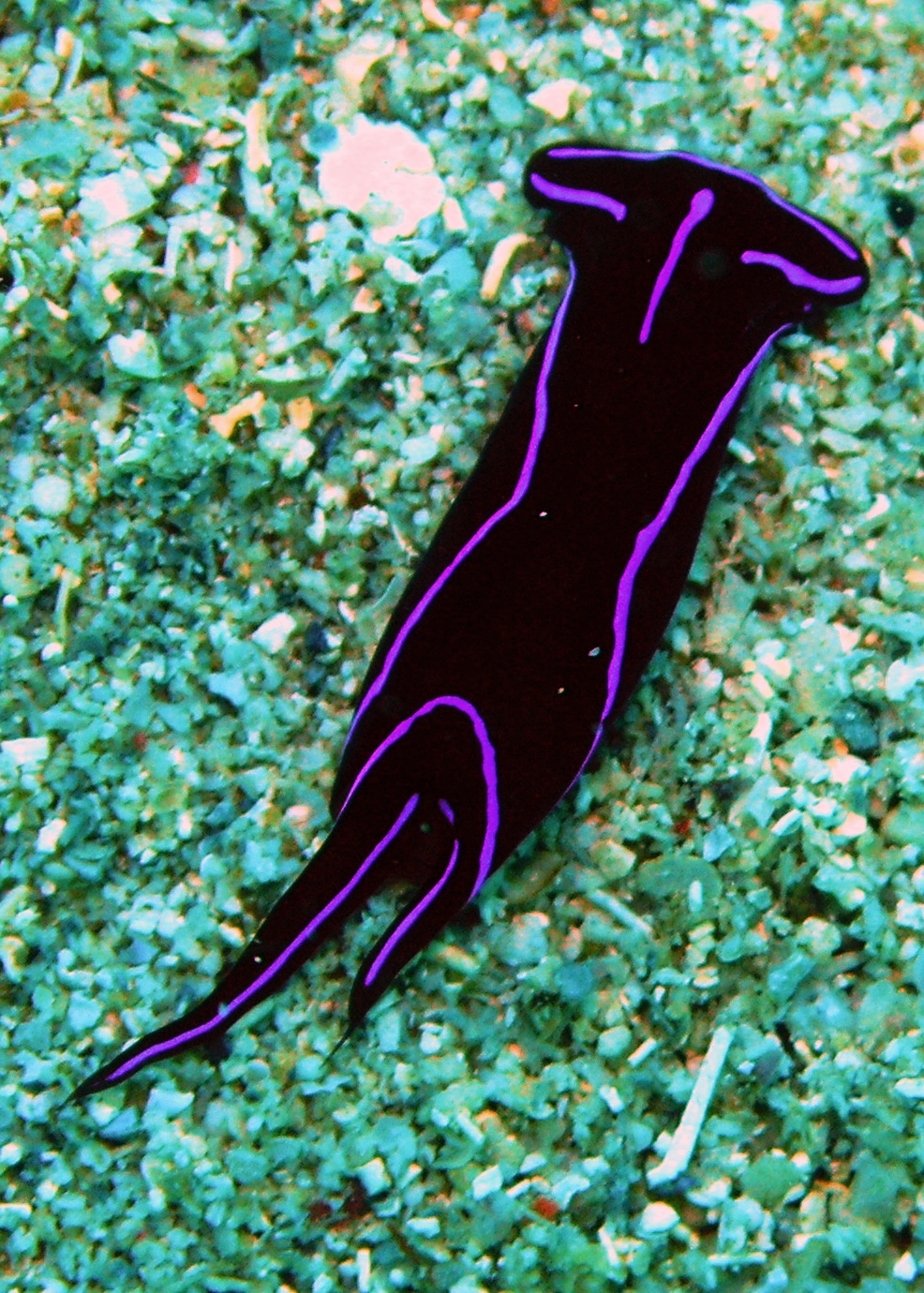
Chelidonura varians
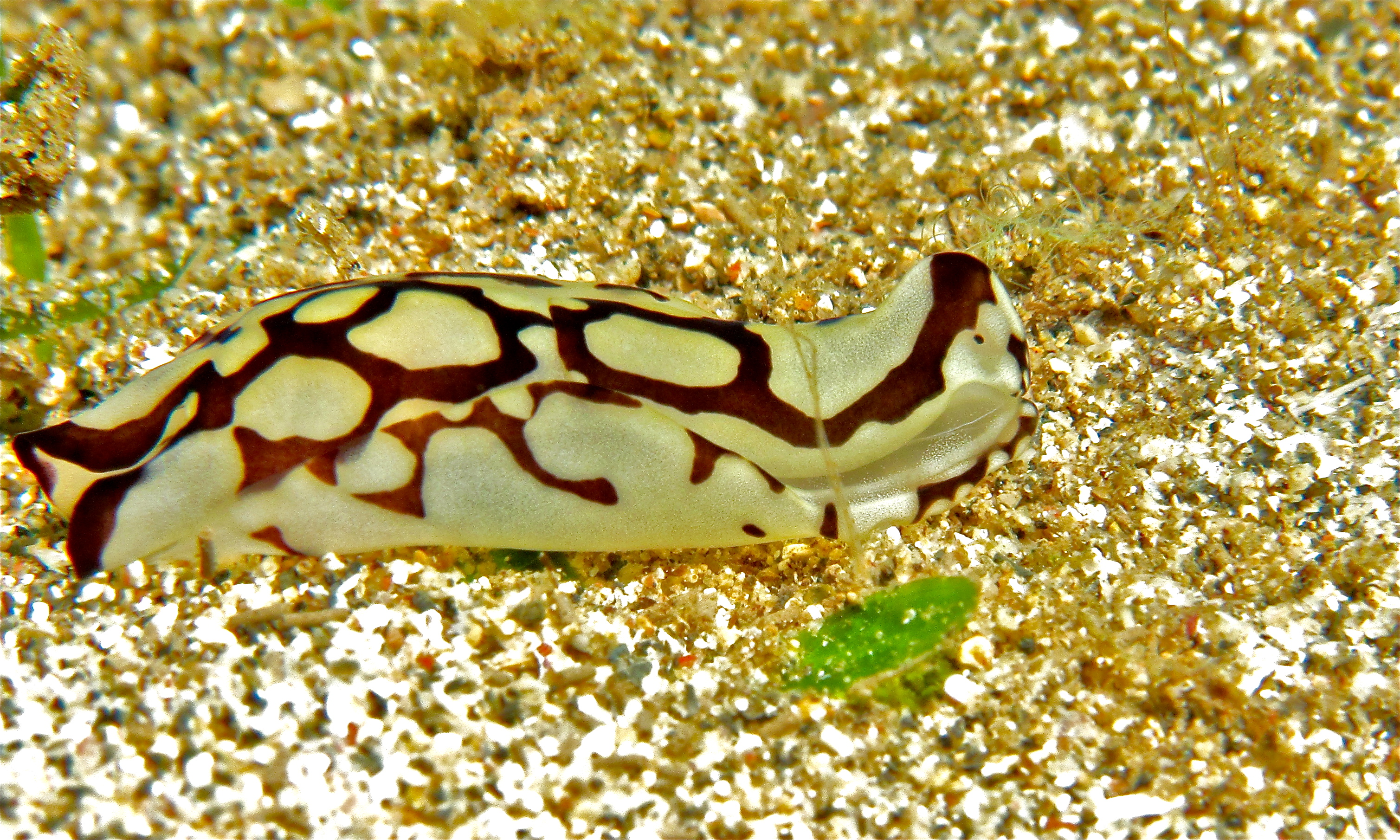
Tubulophilinopsis pilsbryi